# Midvale (Utah)
Midvale és una població dels Estats Units a l'estat de Utah. Segons el cens del 2000 tenia 27.029 habitants.

## Demografia
Segons el cens del 2000, Midvale tenia 27.029 habitants, 10.089 habitatges, i 6.638 famílies. La densitat de població era de 1.787 habitants per km².
Dels 10.089 habitatges en un 31,7% hi vivien nens de menys de 18 anys, en un 47,8% hi vivien parelles casades, en un 12,7% dones solteres, i en un 34,2% no eren unitats familiars. En el 25,3% dels habitatges hi vivien persones soles el 6,5% de les quals corresponia a persones de 65 anys o més que vivien soles. El nombre mitjà de persones vivint en cada habitatge era de 2,66 i el nombre mitjà de persones que vivien en cada família era de 3,19.
Per edats la població es repartia de la següent manera: un 25,8% tenia menys de 18 anys, un 16,7% entre 18 i 24, un 31,8% entre 25 i 44, un 16,6% de 45 a 60 i un 9% 65 anys o més.
L'edat mediana era de 28 anys. Per cada 100 dones de 18 o més anys hi havia 100,7 homes.
La renda mediana per habitatge era de 40.130 $ i la renda mediana per família de 43.322 $. Els homes tenien una renda mediana de 31.325 $ mentre que les dones 25.382 $. La renda per capita de la població era de 17.609 $. Entorn del 9,4% de les famílies i el 13,1% de la població estaven per davall del llindar de pobresa.

## Poblacions més properes
El següent diagrama mostra les poblacions més properes.